# Apszispont

A pályának a Naphoz legközelebb illetve legtávolabb eső pontját nevezzük perihélium és aphéliumpontnak. A perihéliumpont távolságát a Naptól perihéliumtávolságnak, az aphélium távolságát aphéliumtávolságnak nevezzük.

Az apszispont a csillagászatban egy égitest pályájának azokat a pontjait jelenti, amelyek a központi égitesthez legközelebb, illetve legtávolabb találhatóak. Az apszispontok elnevezései mutatják azt, hogy az távol- (ap- vagy apo-) vagy közelpont (peri-), valamint a központi égitest nevét (például Földnél -geum, Napnál -hélium, csillagnál -asztron). Így például geocentrikus (földkörüli) pálya esetén az apszispontok neve perigeum, ill. apogeum, heliocentrikus (napkörüli) pályánál perihélium, ill aphélium. Ha nem akarjuk meghatározni, hogy mi a központi égitest, akkor általánosan pericentrumként illetve apocentrumként hivatkozunk rájuk.
| Központi test | Közelpont                        | Távolpont                     |
| ------------- | -------------------------------- | ----------------------------- |
| Galaxis       | Perigalactikon                   | Apogalactikon                 |
| Csillag       | Periasztron                      | Apasztron                     |
| Fekete lyuk   | Perimelasma/Perinigricon         | Apomelasma/Aponigricon        |
| Nap           | Perihélium                       | Aphélium                      |
| Föld          | Perigeum                         | Apogeum                       |
| Hold          | Periselene/Pericynthion/Perilune | Aposelene/Apocynthion/Apolune |
| Jupiter       | Perijove                         | Apojove                       |
| Szaturnusz    | Perisaturnium                    | Aposaturnium                  |

Az apszispontokat összekötő egyenes az apszisvonal. Elliptikus pálya esetén a két apszispont távolsága a pálya nagytengelyét adja meg, amelynek a fele az egyik pályaelem.

## Etimológia
A perihélium és az aphélium szavakat Johannes Kepler alkotta meg a Nap körül keringő égitestek leírására. A peri (görögül: περί, közel) és az ap (görögül: ἀπό, távol valamitől) görög szavakat bővítette ki a Nap szóval (görögül: ἥλιος).